# アリー (プロレスラー)
アリー（Allie、1987年9月3日 - ）は、カナダの女子プロレスラー。オンタリオ州トロント出身。
旧リングネームにザ・バニー（The Bunny）、チェリーボム（Cherry Bomb）がある。

## 経歴
ロブ・エチェバリアの元でトレーニング重ね、2005年5月、母国の団体PWAでデビュー。
その後は、国内のいくつかの団体に参戦して、タイトルも獲得。
2008年からは米国の女子団体であるSHIMMERに参戦。WWE・RAWのトライアウトに招待されたこともあった。2010年にはWSUにも参戦。
同年、ヘイリー・ヘイトレッドの後を追い、10月2日のスーパーFMWで初来日。米山香織と組み、ヘイリー、羽沙羅組と対戦。羽沙羅に鞭で首を絞められ、反則勝利。
10日のJWPにも参戦。倉垣翼、チェリーと組み、Leon、大畠美咲、羽沙羅組と対戦、羽沙羅からエビ固めで勝利。
11日のNEOにも参戦。ヘイリー、木村響子と組み、下田美馬、チェリー、羽沙羅組と対戦。試合は44秒、ヘイリーが羽沙羅をパワーボムで仕留めた。
11月30日のJoshi 4 Hopeで、セクシー・スターと組み、ヘイリー、米山香織組と初代TLW世界女子タッグ王座を争うが、敗れる。
2012年7月に2度目の来日。初戦はアイスリボン横浜大会でくるみと対戦する。19時女子プロレス観戦がきっかけとなり対戦を要求し、それが通った形となった。KAIENTAI-DOJO・REINA合同興行にも参戦。
2016年3月24日、TNAと契約を交わし入団。アリー（Allie）のリングネームで活動を開始。
2019年3月21日、新団体AEWへの入団を発表。

## 得意技

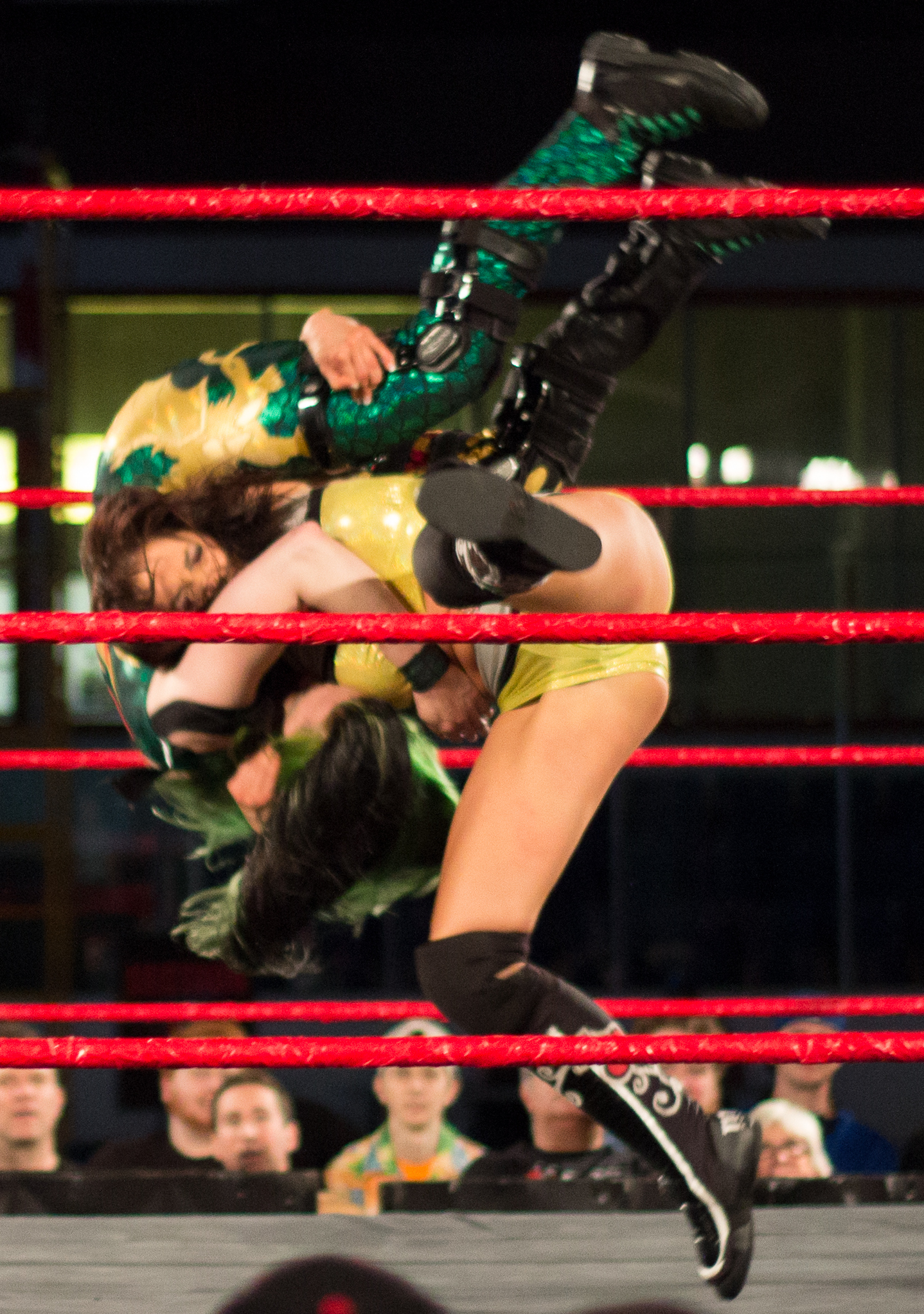
アリバレーボム

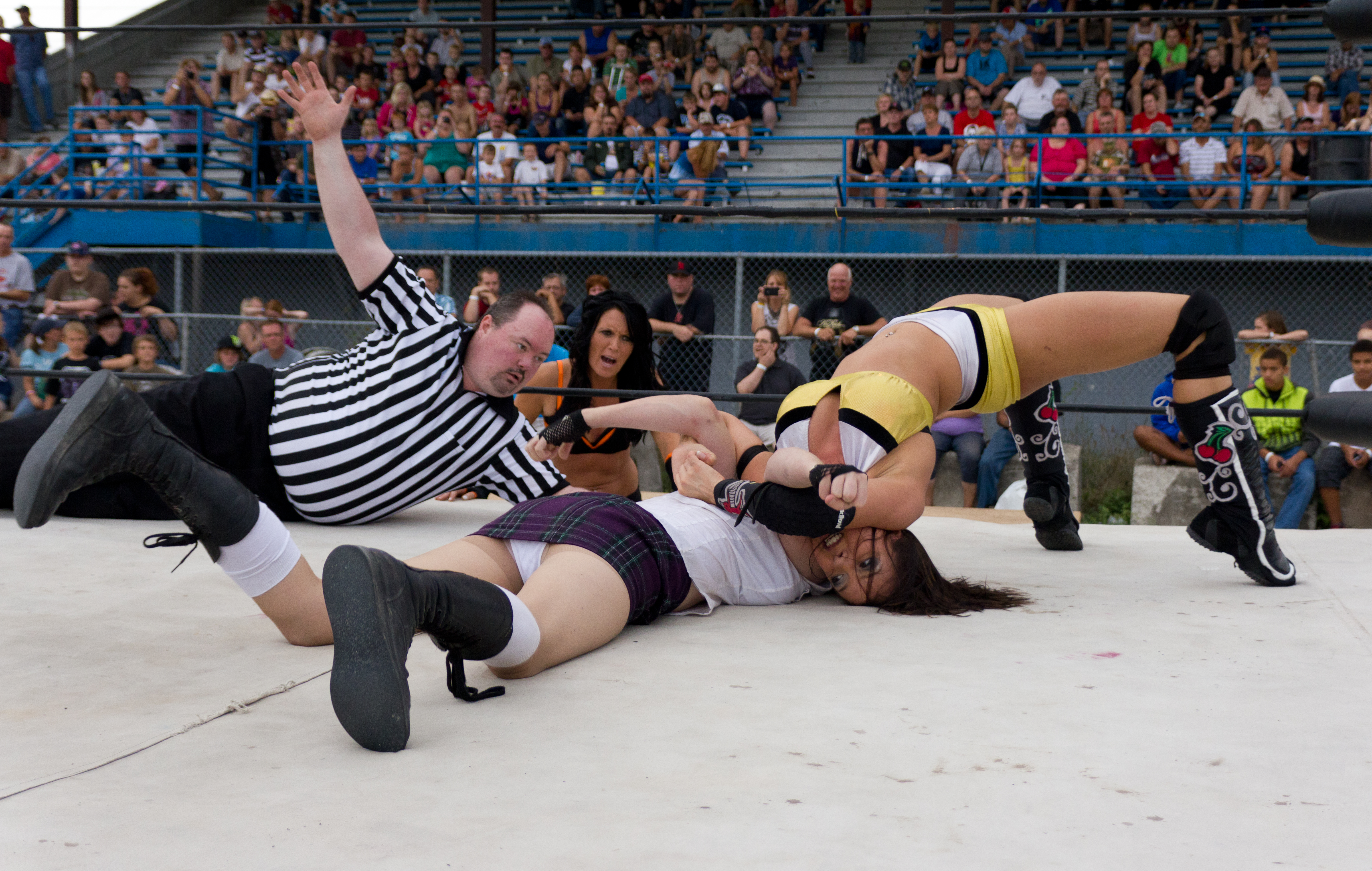
ダブル・チキンウィングスープレックス

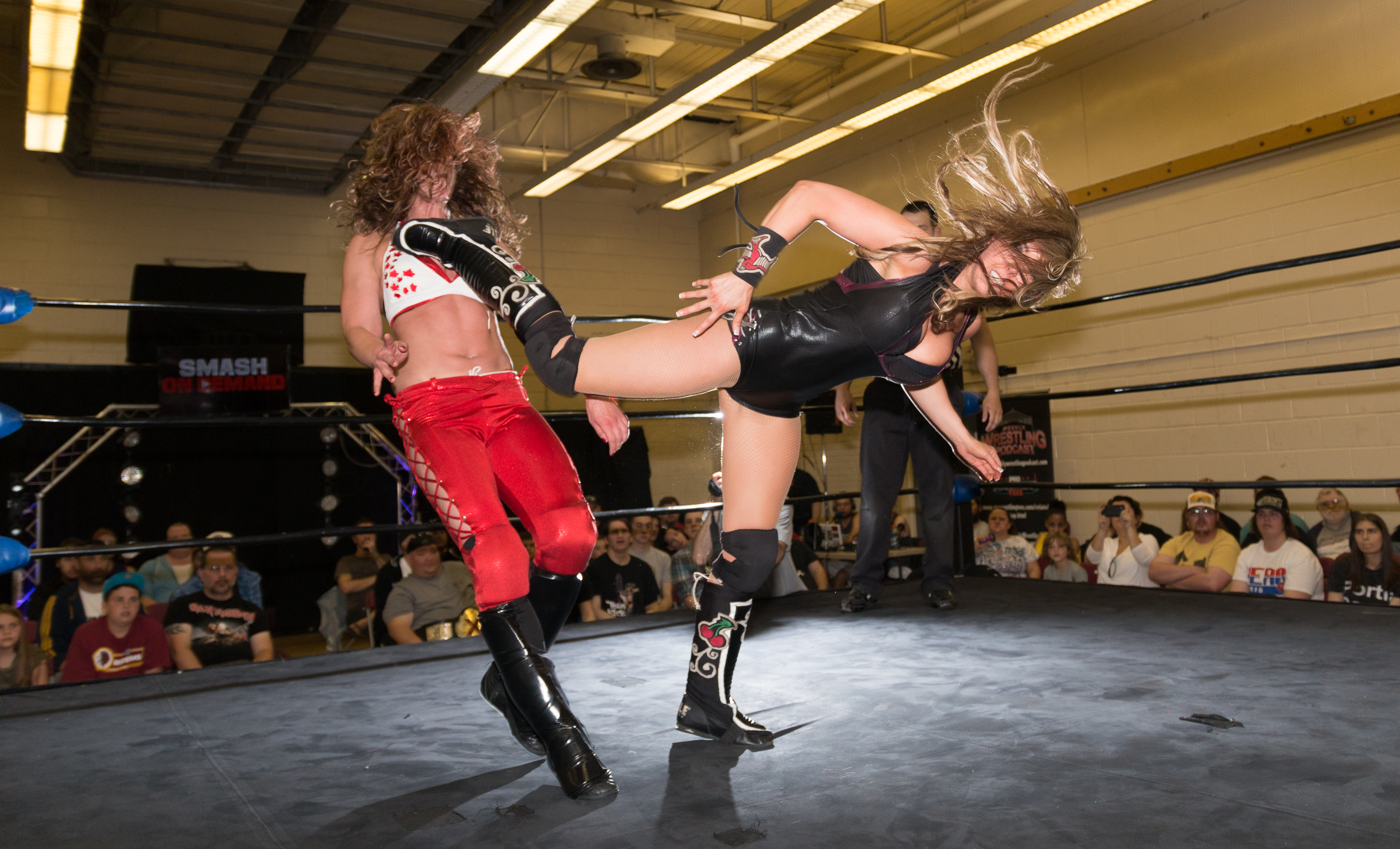
スパーキック

### フィニッシュ・ホールド
ファイナル・カット
ドラゴンスリーパーの体勢から、相手の頭部を離すと同時に自分の体を反転させ、その遠心力を利用して自分の片腕（相手の頭部を抱えていなかった腕）を相手の喉元にエルボー・ドロップで叩き付けて、その瞬間に自分の体を背中からマットへ倒し込み、その勢いを利用して相手を背面からマットへ叩き落とす技。
ダブル・ニー・フェイス・ブレイカー
スーパーキック
アリーバレーボム
デスバレーボムと同じ技
チェリー・ポッパー
シャットアウト・フェイスバスター
ダブル・チキンウィングスープレックス

### 投げ技
スープレックス
スーパープレックス
フィッシャーマンズ・スープレックス
ジャーマンスープレックス

### 打撃技
エルボー
エルボー・スタンプ
バックエルボー
バックハンド・チョップ
ビンタ
クローズライン
延髄斬り
ドロップキック
ミサイルドロップキック

### フォール技
バックスライド
スクールガール
スモール・パッケージホールド
ジャックナイフ・ホールド
ローリング・クラッチ・ホールド

## 獲得タイトル

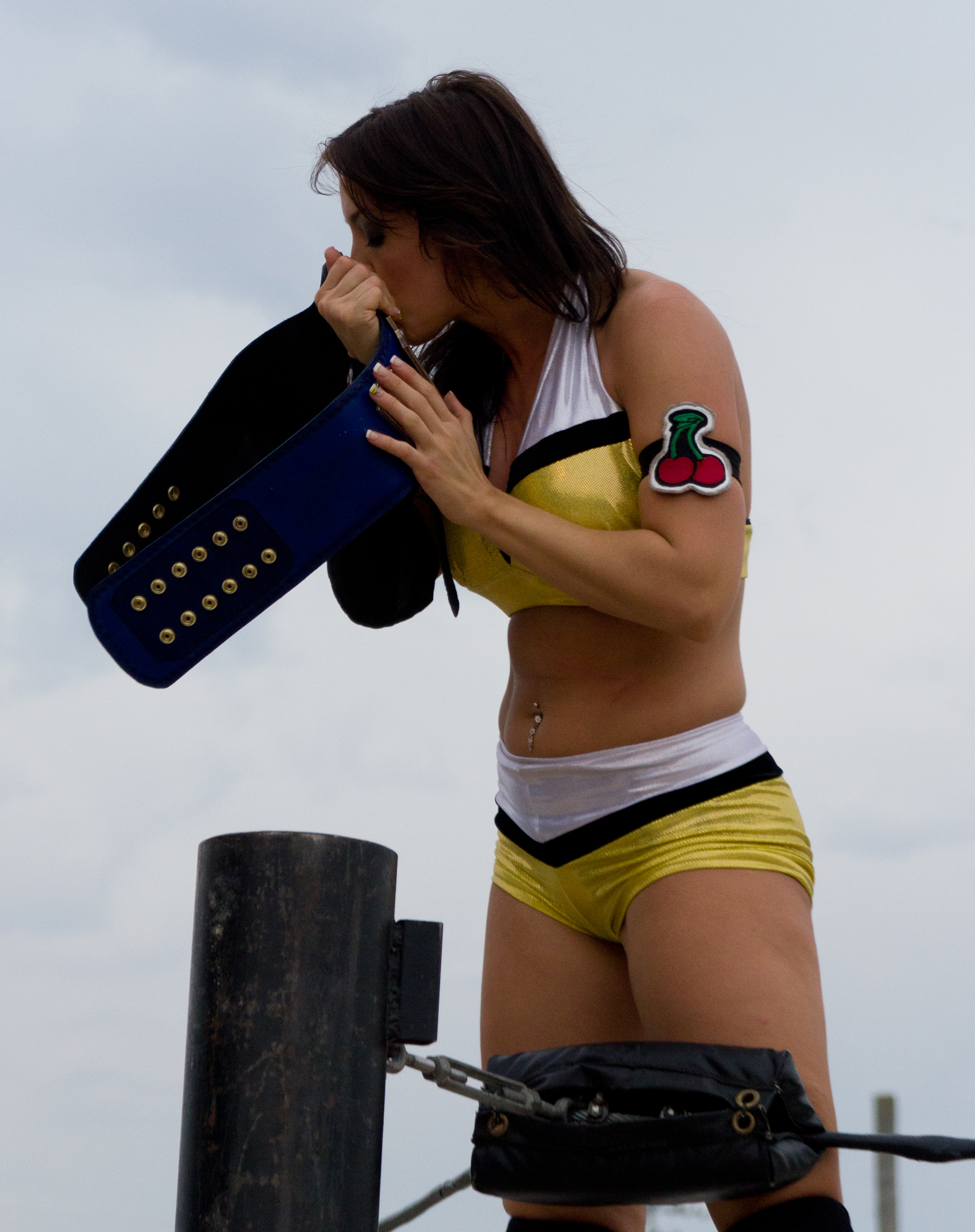
CCWタイトル獲得時

- CCW女子王座
- PWX女子王座
- W.I.L.D.王座
- インパクト・ノックアウト王座

## その他
- プロレスラー以外にも映画の特殊メイクを手がけるアーティストとしても活動している。